# Epania ruficollis
Epania ruficollis là một loài bọ cánh cứng trong họ Cerambycidae.